# Göran von Sydow
Göran Gustaf von Sydow, född 28 april 1975 i Solna församling, Stockholms län, är en svensk statsvetare och ämbetsman. Han är sedan 2019 direktör och chef för myndigheten Svenska institutet för europapolitiska studier, Sieps.

## Biografi
Göran von Sydow har studerat vid Stockholms universitet, Institut d'études politiques de Paris och European University Institute i Florens.
Han disputerade vid Stockholms universitet 2013 och blev filosofie doktor med avhandlingen Politicizing Europe: Patterns of party-based opposition to European integration. Hans forskning har främst kretsat kring politiska partier, demokrati och EU.
von Sydow har bland annat medverkat i SVT:s valvakor om Europaparlamentsvalen 2014 och 2019.

### Familj
Han är son till tidigare talmannen och försvarsministern Björn von Sydow och barnbarn till Tullia von Sydow. Han är sedan 2009 gift med kulturjournalisten Lisa Irenius.